# BIG GAME'83 HIDEKI FINAL IN STADIUM CONCERT
『BIG GAME '83 HIDEKI FINAL IN STADIUM CONCERT』（ビッグ・ゲーム'83 ヒデキ・ファイナル・イン・スタジアム・コンサート）は、西城秀樹の1983年9月15日に発売されたライブ・アルバム（3枚組LP）、及び1984年3月5日に発売されたライブ・ビデオ（VHS）である。

## 内容
西城秀樹が1983年8月6日に大阪スタヂアム（大阪球場）において開催した、第10回ファイナル・コンサート「BIG GAME '83 HIDEKI FINAL IN STADIUM CONCERT」の模様が収録されている。
ライブアルバムLPによると、演奏：鈴木武久＆アルバトロス・マーティーバンド、コーラス：ピンクシャッフル、踊り：クイーンズ、協力：ジャパン・アクション・クラブ、賛助共演：新居町観光協会（手筒花火）、本田モトピット西本、エンゼル・バトン・スタジオ（バトン隊）。

## ライブ・アルバム収録曲
Record-1 SIDE A
1. フォーエバー（Forever）Y&T・森田由美訳詞
2. ラヴィン・ユー・ベイビー（Loving You Baby）P.Stanley-V.Poncia-D.Child
3. バッド・ケース・オブ・ラビング・ユー（Bad Case of Loving You（英語版））John Moon Martin
4. ホワイト・フェザース（White Feathers）Kaja Goo Goo-Nick Beggs（英語版）・山本伊織訳詞
5. カラパナ・ルナ　ちあき哲也作詞・佐瀬寿一作曲
6. ホワイ・ミー（Why Me）Tony Carey・森田由美訳詞

Record-1 SIDE B
1. 時への誓い（Faithfully）Jonathan Cain・森田由美訳詞
2. シーズ・ア・ビューティー（She's a Beauty）D.Foster-S.Lukather-F.Waybill・山本伊織訳詞
3. 炎の彼方（Don't Tell Me You Love Me）Jack Blabes・山本伊織訳詞
4. セパレイト・ウェイズ（Separate Ways）Jonathan Cain-Steve Perry・山本伊織訳詞

Record-2 SIDE A
1. ハイ・ライフ（High Life）David James-John Du Prez・森田由美訳詞
2. クレイジー・リズム（Don't Stop That Crazy Rhythm（英語版））David James-John Du Prez・山本伊織訳詞
3. エンドレス・ハーモニー（Endless Harmony）Bruce Johnston・森田由美訳詞
4. ラストシーン
5. 聖・少女
6. センチメンタルガール

Record-2 SIDE B
1. 炎
2. 激しい恋
3. 恋の暴走
4. ツイスト・ガール
5. 青春に賭けよう
6. 眠れぬ夜

Record-3 SIDE A
1. ギャランドゥ
2. ナイトゲーム（Night Games）
3. ブーメランストリート
4. 傷だらけのローラ
5. ありがとう大阪スタジアム 山崎光作詞、前田憲男作曲

Record-3 SIDE B
1. セクシー・キャッツ　矢沢永吉作詞作曲
2. 恋の列車はリバプール発　矢沢永吉作詞作曲
3. セイリング（Sailing）G.Sutherland、あまがいりゅうじ訳詞

## ライブ・ビデオ収録曲
1. オーバーチュア
2. フォーエバー（Forever）
3. バッド・ケース・オブ・ラビング・ユー（Bad Case of Loving You）
4. ホワイト・フェザース（White Feathers）
5. 時への誓い（Faithfully）
6. シーズ・ア・ビューティー（She's a Beauty）
7. クレイジー・リズム（Don't Stop That Crazy Rhythm）
8. 炎
9. 聖・少女
10. ラストシーン
11. ギャランドゥ
12. ナイトゲーム（Night Games）
13. ブーメランストリート
14. 傷だらけのローラ
15. セクシー・キャッツ
16. 恋の列車はリバプール発
17. セイリング（Sailing）
18. ありがとう大阪スタジアム

## 復刻盤
- 2003年12月17日発売のDVD『THE STAGES OF LEGEND - 栄光の軌跡 -』（7枚組）の中の1枚目
- 2015年7月15日発売のDVD『THE STAGES OF LEGEND - 栄光の軌跡 - HIDEKI SAIJO AND MORE』（9枚組）の中の1枚目
- 2023年11月24日発売、GOH HOTODAによるデジタルリマスタリング盤、Blu-spec CD2、紙ジャケット仕様